# Apolodoro de Tarso
Apolodoro de Tarso fue un escritor dramático de esa ciudad. Compuso seis tragedias, cuyos títulos cita la Suda. 
Otro Apolodoro de esa ciudad, tal vez gramático, comentó algunas de las obras de Aristófanes y Eurípides.